# Patton Village (Kalifornija)
Patton Village je naseljeno područje za statističke svrhe u američkoj saveznoj državi Kalifornija. Prema popisu stanovništva iz 2010. u njemu je živjelo 702 stanovnika.